# Tejada
Tejada è un comune spagnolo di 29 abitanti situato nella comunità autonoma di Castiglia e León.